# Santiago Martínez de las Rivas
Santiago Martínez de las Rivas Tracy (Bilbao, 1877-Madrid, 6 de febrero de 1906) fue un deportista y dirigente deportivo español que jugó al fútbol en el Bilbao Football Club, así como regatista que se desempeñó como presidente del Real Sporting Club de 1898 a 1900, y nuevamente de 1904 a 1906.

## Primeros años de vida
Santiago Martínez de las Rivas nació en 1877, como hijo de José María Martínez de las Rivas y su primera esposa Augusta Cecilia Tracy. Fue el segundo de cuatro hijos, todas hermanas, Antonia María (1869–1942), Mariana (1877–¿?) y Carmen (1879–1899).
Martínez de las Rivas se casó con su prima Caridad Martínez de las Rivas y González (1881-1924), y la pareja tuvo un hijo, Santiago Martínez de las Rivas y Martínez de las Rivas, nacido en 1903. Su hijo murió en 1937 mientras intentaba pasarse al bando sublevado durante la guerra civil española.

## Carrera deportiva

### Futbolista
A finales de la década de 1890, Martínez de las Rivas comenzó a jugar al fútbol con un grupo informal liderado por Carlos y Manuel Castellanos, el llamado Bilbao Football Club, la primera entidad que jugó al fútbol en Bilbao desde la desaparición del Club Atleta, un club polideportivo integrado principalmente por los trabajadores británicos de los Astilleros del Nervión, que había fundado su padre en 1889. Aunque se formó en 1896, no fue hasta el 30 de noviembre de 1900 cuando se constituyó oficialmente el Bilbao Football Club.
Luego Rivas jugó algunos partidos amistosos para ellos contra el Athletic Club, rival de la ciudad, en el Hipódromo de Lamiaco, que en ese momento era la sede del fútbol organizado en Vizcaya. Por ejemplo, el 15 de diciembre de 1901, jugó en el Bilbao FC como defensa junto a Enrique Careaga, manteniendo su portería invicta en una victoria por 2-0. Para el siguiente partido, el 19 de enero de 1902, que era la primera vez que se celebraba en Vizcaya un partido de pago con un precio de entrada de 30 céntimos de peseta, él y Careaga no estaban disponibles, y como resultado, el Bilbao FC perdió 2-4. Las crónicas del tiempo lo describen como un jugador tranquilo y seguro.

### Balandrista
En 1898, Martínez de las Rivas, con 21 años, y su padre estuvieron entre los fundadores del Sporting Club de Bilbao, siendo nombrado primer presidente del club, cargo que ocupó durante dos años hasta 1900, cuando fue sustituido por Pedro Laiseca. En 1902 era el socio número 3 del club, sólo por detrás de los reconocidos políticos Federico de Moyúa y Luis Arana. Construyó en los Astilleros de Nervión el Carita II y el Carita III, ambos de menos de dos toneladas, ganando la Copa del Rey de vela en 1904 con el Carita II, siendo él el patrón. En 1905 participó en las regatas de Kiel, con la balandra Princesa de Asturias de Enrique Careaga.
En 1904, Martínez de las Rivas regresó a la presidencia del club, y al año siguiente visitó al rey Alfonso XIII, quien le mostró el deseo de crear una Copa de regatas en Bilbao, siendo el Real Sporting Club el encargado de redactar el reglamento. Volvió a ejercer la presidencia durante dos años, pero esta vez llegó a su fin debido a su muerte inesperada en 1906. El 6 de febrero de 1906, a los 29 años, se suicidó en Madrid.